# Günther Kieser
Karl Georg Günther Kieser (* 24. März 1930 in Kronberg im Taunus; † 22. März 2023 in Offenbach) war ein deutscher Grafikdesigner und Bildhauer.
Er wurde seit den 1960er Jahren besonders für seine Plakatgestaltung für das Deutsche Jazz Festival Frankfurt und seine Poster für Veranstaltungen der Konzertagentur Lippmann + Rau bekannt und gilt als einer der wichtigsten deutschen Designer von Jazz- und Rockplakaten. Er arbeitete auch für das Jazz-Label Blue Note.

## Leben und Werk
Kieser begann 1944 eine Ausbildung an der Offenbacher Meisterschule des deutschen Handwerks, dem Vorläufer der Werkkunstschule, der heutigen Hochschule für Gestaltung. Von 1946 bis 1949 studierte er an der Werkkunstschule. Ab 1949 arbeitete er als freiberuflicher Grafiker, zum Beispiel für den Hessischen Rundfunk. Bereits Ende der 1940er Jahre lernte er Horst Lippmann kennen, für den er lange Jahre Plakate und Schallplattencover gestaltete. Mit Plakatkampagnen zu Dizzy Gillespie, Count Basie und den aus Paris nach Frankfurt vordringenden Hot-Club- und Big-Band-Jazz machte Kieser auf sich aufmerksam.
Von 1953 an arbeitete er für zehn Jahre in einer Ateliergemeinschaft mit Hans Michel in Offenbach, sie zeichneten gemeinsam mit Michel + Kieser. Während Michels Arbeiten meist von der Verbindung der Fotografie mit dem Linolschnitt gezeichnet waren, brachte Kieser eher grafische Qualitäten, die sich der Zeichnung und der Collage verdankten, in die gemeinsamen Entwürfe ein. 1956 wurde er Mitglied im Deutschen Werkbund. Im Jahr 1964 wurden Arbeiten von Michel + Kieser auf der documenta III in Kassel in der Abteilung Grafik gezeigt. Die im Laufe der nächsten Jahre entstandenen, meist fotografisch erfassten Plakatsujets verbinden plakative Entwürfe mit objekthaften Arrangements in dreidimensionalen Phantasieobjekten, die der Grafiker eigens für seine Plakate herstellen ließ.
Kiesers Arbeiten wurden vielfach plakatiert, auf Programmheften, Plattencovern veröffentlicht, aber auch im Rahmen von Ausstellungen, so im Frankfurter Museum für Kunsthandwerk oder dem Museum of Modern Art in New York City ausgestellt. Im Jahre 2010 wurden im Klingspor-Museum in Offenbach am Main zum ersten Mal seine Kopffiguren gezeigt.
Kieser war ebenfalls Mitglied in der Alliance Graphique Internationale (AGI). Von 1981 bis 1992 war er Professor für Visuelle Kommunikation an der Bergischen Universität-Gesamthochschule Wuppertal. Für sein Lebenswerk wurde er im Jahr 2002 mit der Ehrenmitgliedschaft des Deutschen Designer Clubs ausgezeichnet.
Der seit 2016 verwitwete Kieser war Vater zweier Töchter. Er wohnte und arbeitete in Offenbach, wo er am 22. März 2023 im Alter von 92 Jahren starb.

## Briefmarken (Michel + Kieser)

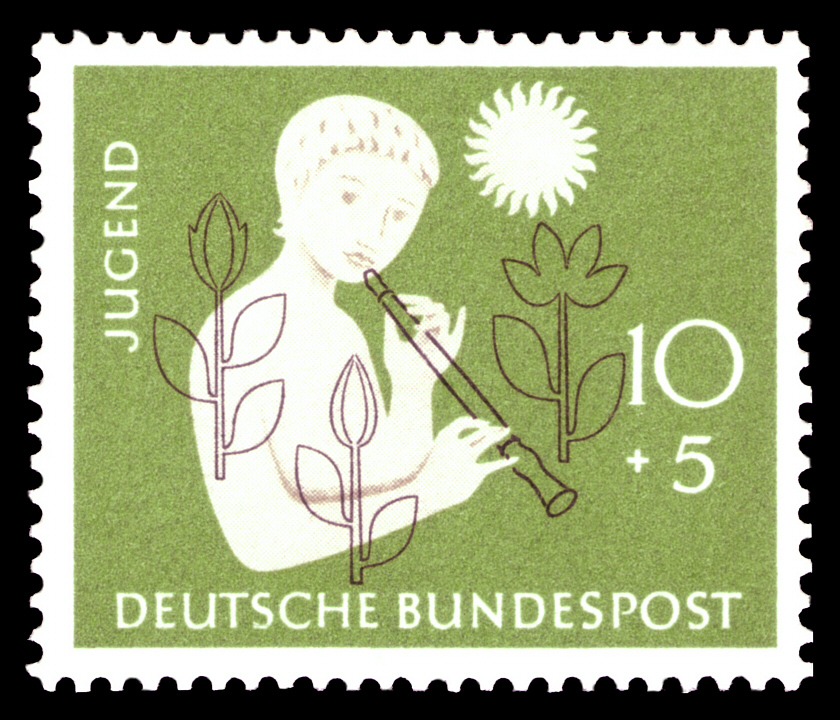
Briefmarke der Deutschen Bundespost (1956)
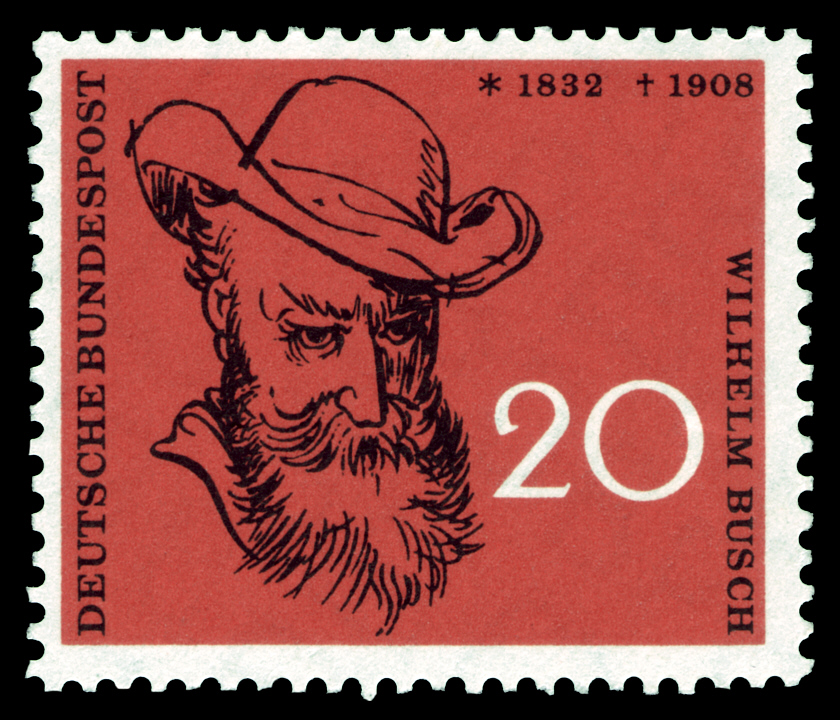
Briefmarke der Deutschen Bundespost (1958)
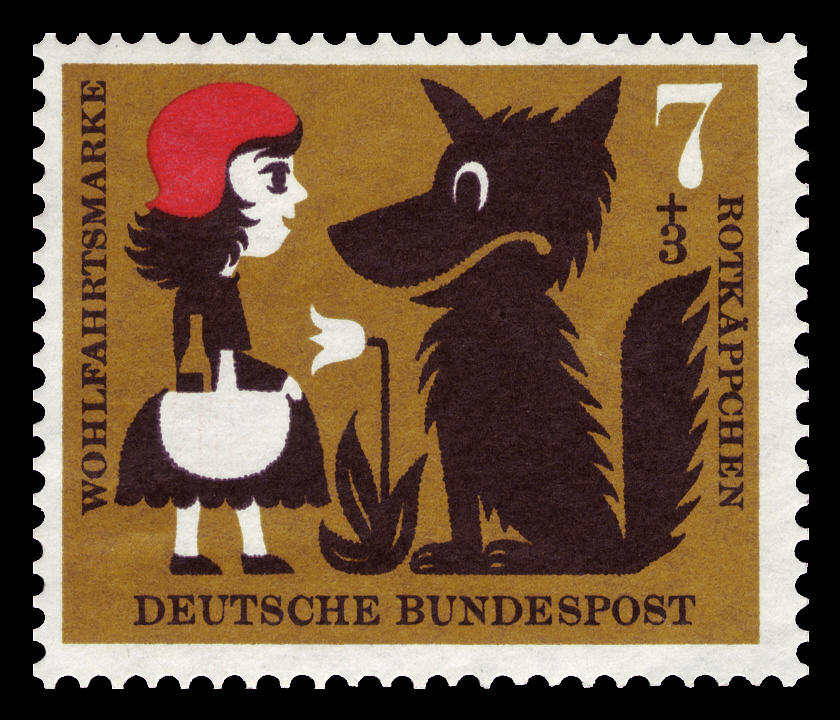
Briefmarke der Deutschen Bundespost (1960)
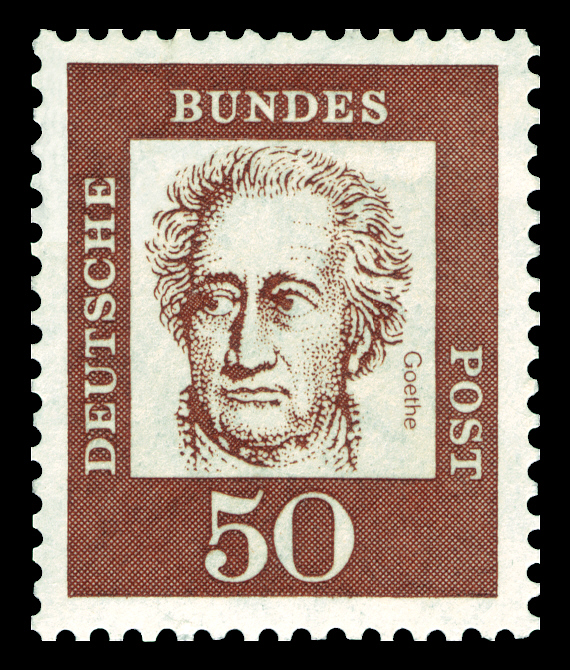
Briefmarke der Deutschen Bundespost (1961) aus der Serie Bedeutende Deutsche